# آلینی-آن-مروان

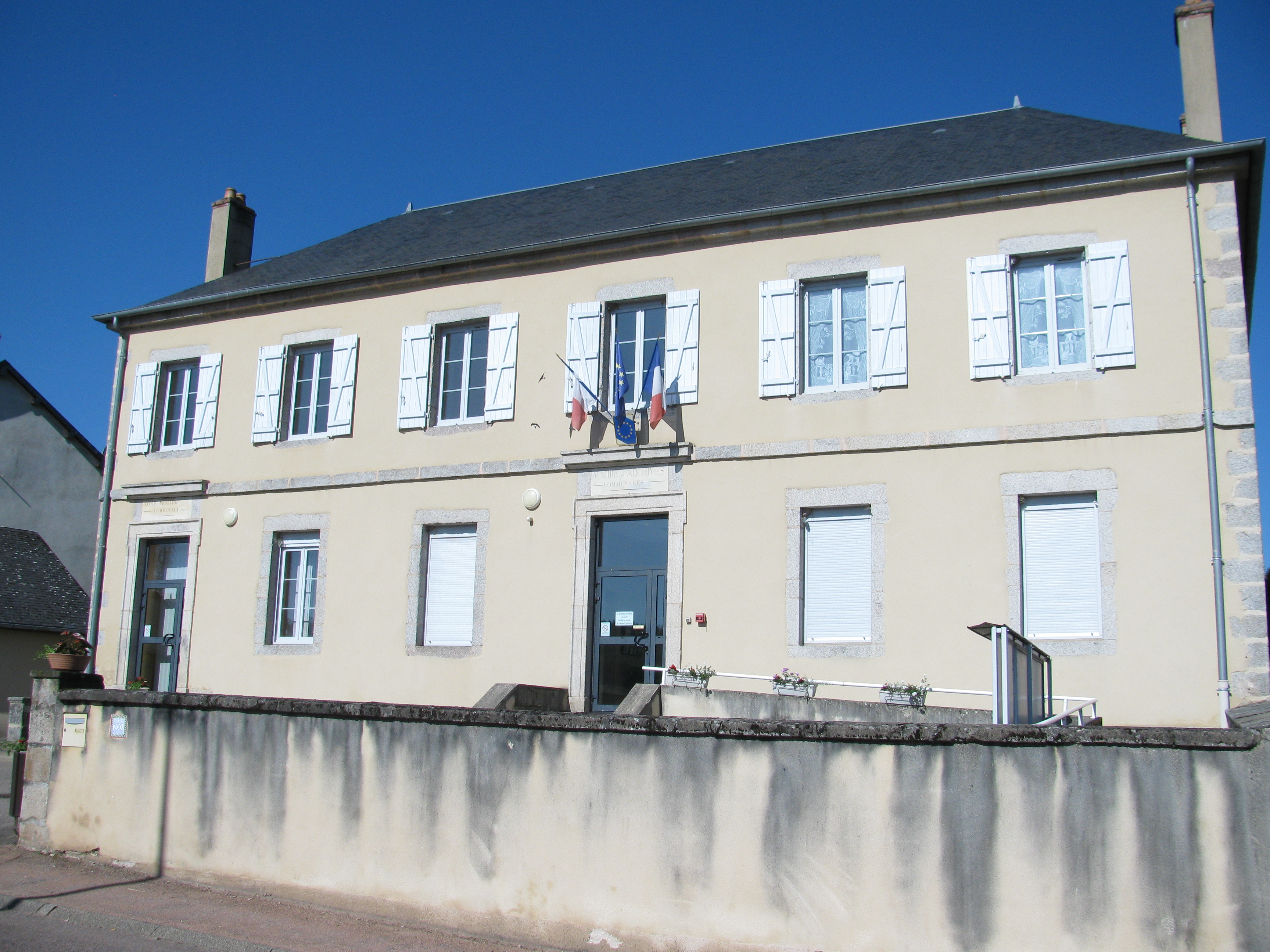
تالار شهر آلینی-آن-مروان

الیگنی-ان-ماروان (به فرانسوی: Alligny-en-Morvan) یک کمون در فرانسه است که در Canton of Montsauche-les-Settons واقع شده‌است.

## خصوصیات
الیگنی-ان-ماروان ۴۸٫۸۵ کیلومترمربع مساحت و ۶۵۷ نفر جمعیت دارد.